# NGC 6701
NGC 6701 is een balkspiraalstelsel in het sterrenbeeld Draak. Het hemelobject werd op 6 augustus 1883 ontdekt door de Amerikaanse astronoom Lewis A. Swift.

## Synoniemen
- UGC 11348
- MCG 10-26-50
- ZWG 301.36
- ZWG 302.2
- IRAS 18425+6036
- PGC 62314